# Першин Олександр Валентинович
Олекса́ндр Валенти́нович Пе́ршин (нар. 23 червня 1977, Дніпропетровськ, СРСР) — український футболіст, захисник. Найбільш відомий завдяки виступам у складі київського «Арсенала», полтавської «Ворскли» та молодіжної збірної України.

## Життєпис
Після завершення професійної кар'єри як граючий тренер працював у аматорському футбольному клубі «Олімпік» (Петриківка).